# Moonage Daydream (film)
Moonage Daydream, indicato anche come Bowie: Moonage Daydream, è un film documentario del 2022 scritto, diretto e prodotto da Brett Morgen sulla vita del cantautore britannico David Bowie, presentato in anteprima al Festival di Cannes 2022. Ha ricevuto una limitata distribuzione nei cinema a livello internazionale (in Italia venne proiettato solo il 26, 27 e 28 settembre 2022).
Si tratta del primo film biografico ufficialmente autorizzato dagli eredi di Bowie.

## Produzione
Nel 2021 Variety riportò la notizia che Brett Morgen stava lavorando a un film basato su David Bowie. Essendo ufficialmente autorizzato dagli eredi dell'artista, Morgen ebbe accesso a una grande mole di materiale inedito. Tony Visconti, collaboratore di Bowie per molti anni, svolse il ruolo di produttore discografico del documentario e della colonna sonora.

## Accoglienza

### Critica
Sull'aggregatore Rotten Tomatoes il film riceve il 91% delle recensioni professionali positive, con un voto medio di 8.2 su 10, mentre su Metacritic, ottiene un punteggio di 83 su 100 basato su 32 recensioni da parte di critici cinematografici professionisti.